# Diphasia corniculata
Diphasia corniculata är en nässeldjursart som först beskrevs av Murray 1860.  Diphasia corniculata ingår i släktet Diphasia och familjen Sertulariidae. Inga underarter finns listade i Catalogue of Life.